# Schlaatemer Rickli

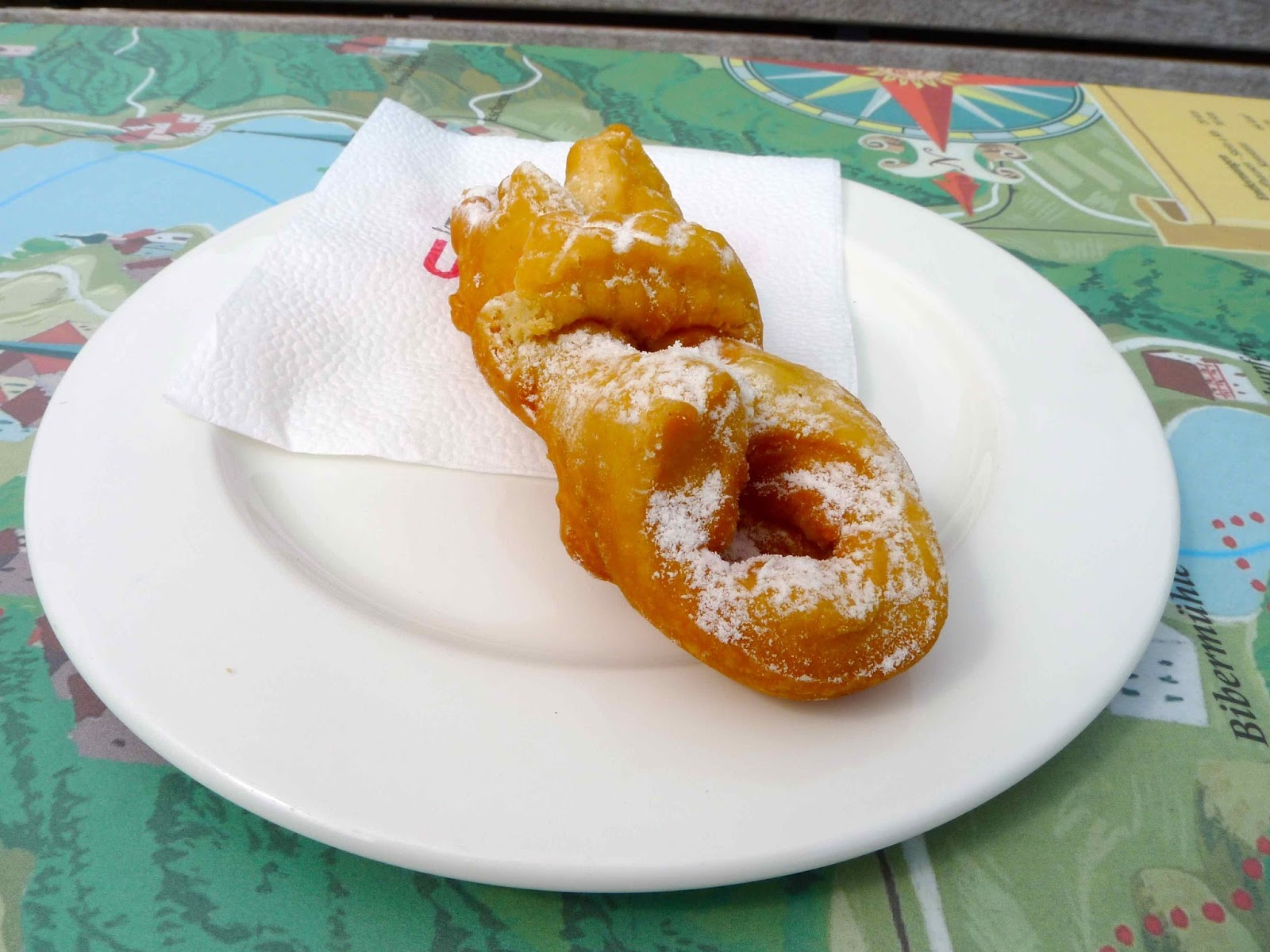
Ein Schlaatemer Rickli

Als Schlaatemer Rickli oder kurz Rickli (von schweizerdeutsch Rick «Schlinge», «Schleife» oder «Masche») bezeichnet man ein traditionelles Schaffhauser Süssgebäck, welches in Fett gebacken wird. Den Namen hat das Gebäck aufgrund seiner speziellen Formgebung, die einer Schleife ähnelt. Es gehört zum kulinarischen Erbe der Schweiz.

## Herkunft/Geschichte
Ursprünglich stammen die Rickli aus Schleitheim (dial. Schlaate), einer Gemeinde im schweizerischen Kanton Schaffhausen. Daher ist oft von «Schlaatemer Rickli» die Rede.

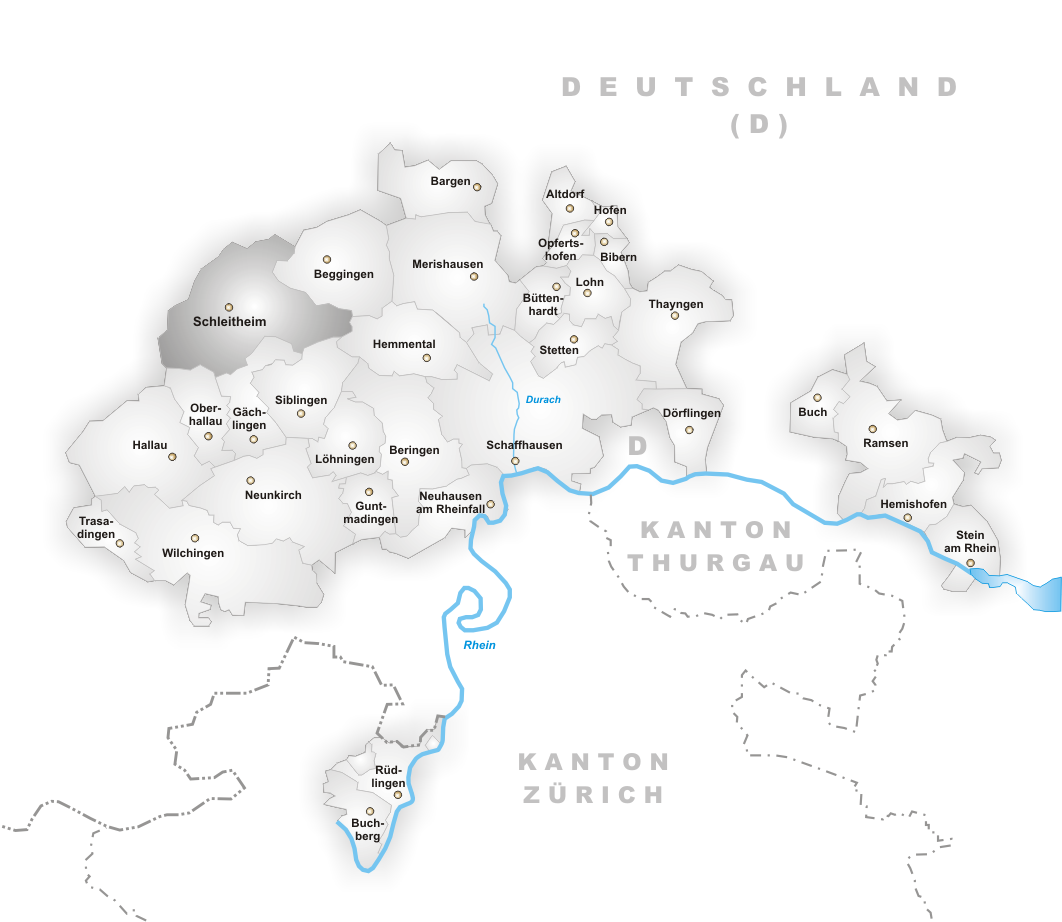
Ausschnitt aus der Schweizer Karte, Schleitheim ist markiert.

Erstmals wurde das Rickli 1909 im Schweizerischen Idiotikon, dem Wörterbuch der schweizerdeutschen Sprache, erwähnt. Dort wurde es als «eine Art Kuchen aus schmalen, maschenförmig durch- und übereinandergelegten, in Butter gebackenen Teigstreifen» definiert. Der Atlas der schweizerischen Volkskunde bezeugt die Rickli in Schaffhausen und Schleitheim kurz vor dem Zweiten Weltkrieg. Im Kochbuch «Schweizer Küchenspezialitäten» aus dem Jahr 1927 war erstmals von «Schleitheimer Rickli» die Rede. In anderen Orten wurde Fettgebackenes oft zur Fasnacht hergestellt, in Schleitheim gab es das Gebäck jedoch schon damals das ganze Jahr über als typisches Hochzeitsgebäck, was die grossen Mengenangaben in alten Kochbüchern erklärt. So wurden damals zum Beispiel 30 Eier, viereinhalb Kilo Mehl, eineinhalb Kilo Zucker und ein Kilo Butter zu Rickli verarbeitet.
Schon nach dem Zweiten Weltkrieg wurden Rickli nicht mehr nur zu Hochzeiten hergestellt. Auch bei Familien- oder Dorffesten wie Taufen oder Konfirmationen waren Rickli häufig zu finden.  
In den 1990er Jahren kam ein neuer Brauch in Schleitheim und Umgebung auf. Die Konfirmanden bedanken sich für ihre Geschenke mit einem Säckchen «Schlaatemer Rickli». Da die Kunst des Ricklibackens viel Wissen, Zeit und Geduld erfordert, übernehmen oft sogenannte Ricklifrauen das Backen. In jedem Dorf gibt es meist eine Frau, die ihr Können auch anderen zur Verfügung stellt.

«Iberlitzli, Schlaatemer Rickli oder Tirggel. Diese lokalen Schweizer Spezialitäten gehören zum Inventar des kulinarischen Erbes der Schweiz.»